# ジョージアの大統領
ジョージアの大統領（ジョージアのだいとうりょう、グルジア語: საქართველოს პრეზიდენტი、サカルトヴェロス・プレジデンティ、英: President of Georgia）は、コーカサスに所在するジョージアの大統領。
同国の国家元首でジョージア国軍の最高司令官。2010年に行われた憲法改正により、ジョージアは大統領制から議院内閣制へ移行したため、大統領権限は従来よりも大幅に縮小され、ほとんど実権を持たない象徴的な存在となった。

## 資格
サカルトヴェロ憲法第25条2項には、参政権のある40歳以上でジョージアに最低でも15年居住しているジョージア国民が、大統領になる資格を与えられると規定されている。また同憲法第50条2項と第51条4項にて、重国籍者の被選挙権を否定しており (つまり、ジョージア国籍と他の国の国籍など複数の国籍を所持する者はジョージアの大統領になることはできない)、またジョージア大統領は如何なる政党にも所属してはならないと明記されている。

## 大統領の地位と権限
2010年10月15日に改正されたジョージア憲法第69条の規定によれば、ジョージアの大統領は依然としてジョージアの国家元首、軍の最高司令官、また、対外的な国家の代表者としての地位にある。さらに、ジョージア国民の直接選挙によって選ばれる点でも以前と同じである。ただし、内政や外交について直接に指揮ないし行使する権限の多くは廃止され、あるいは、内閣もしくは内閣を主導する首相に移管された。なお、改正憲法による変更点の骨子は以下の通り。
1. （改正憲法第67条）大統領の議会への法案提出権の廃止。これにより、法案提出権を有するのは、内閣、国会議員、議会内会派、議会の委員会、アブハジアおよびアジャリア両自治共和国の政府、3万人以上の有権者団体のみとなった。
2. （同第68条）大統領の議会法案拒否権に対する議会側の再可決を行う際の基準の緩和。従来は、議員定数（150名）の5分の3以上の賛成が必要とされたが、現状では議員定数の過半数の賛成による再可決が可能となった[注釈 2]。
3. （同第73条第1項）大統領の有する内閣の解職権限と、内閣から議会に提出される予算案の承認権限の廃止。また、外国との交渉、条約の締結、大使の任免、外国の大使の接受を大統領が行う場合、内閣の承認が必要となった。
4. （同73条第3項）内閣その他の行政機関の活動が憲法、法律、大統領令その他規則に違反した場合に停止を命じる従来の大統領権限の廃止。
5. （同78条第4項）大統領が政府の会議を招集・主宰する権限、および会議の決定を大統領令として公布する権限の廃止。大統領は閣議で特定の議題について討論を行うよう内閣に要請する権限と討論に参加する権限のみを有する。